# انجمن کریکت آسیا
انجمن کریکت آسیا (به انگلیسی: Asian Cricket Council)، (مخفف انگلیسی: ACC) یک سازمان است که در سال ۱۳۶۲ (۱۹۸۳ میلادی) برای حمایت از ورزش کریکت در آسیا بنیاد نهاده شد. انجمن کریکت آسیا جزئی از انجمن بین‌المللی کریکت است و در حال حاضر شامل ۴۳ اتحادیه است که عضو آن شده‌اند. ریاست کنونی انجمن، نظم‌الحسن پاپل است.

## تاریخچه
اولین مقر این انجمن در کوالا لامپور بوده‌است ولی اکنون مقر آن در کلمبو است (از سال ۲۰۱۶).